# Stern (Topologie)
In der mathematischen Theorie der Simplizialkomplexe ist ein Stern eine gewisse Umgebung eines Simplexes.

Zwei Simplizes und ihr Abschluss.
Eine Ecke und ihr Stern.
Eine Ecke und ihr Link.

Sei {\displaystyle K} ein Simplizialkomplex und {\displaystyle S} eine Menge von Simplizes in {\displaystyle K}.
Der Abschluss von {\displaystyle S} ist der kleinste Unter-Simplizialkomplex von {\displaystyle K}, der {\displaystyle S} enthält. Er enthält also {\displaystyle S} und alle Seiten von Simplizes in {\displaystyle S}.
Der (offene) Stern eines Simplex {\displaystyle \sigma } ist die Vereinigung aller Simplizes, die {\displaystyle \sigma } als Seite enthalten. Der (offene) Stern von {\displaystyle S} ist die Vereinigung der Sterne aller Simplizes aus {\displaystyle S}. Als abgeschlossenen Stern bezeichnet man den Abschluss des Sterns von {\displaystyle S}.
Der Link von {\displaystyle S} ist die Differenzmenge aus dem Abschluss des Sterns von {\displaystyle S} und dem Stern des Abschlusses von {\displaystyle S}. 